# Josef Fraenkel (Journalist)

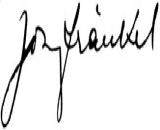
Josef Fränkels Signatur 1937

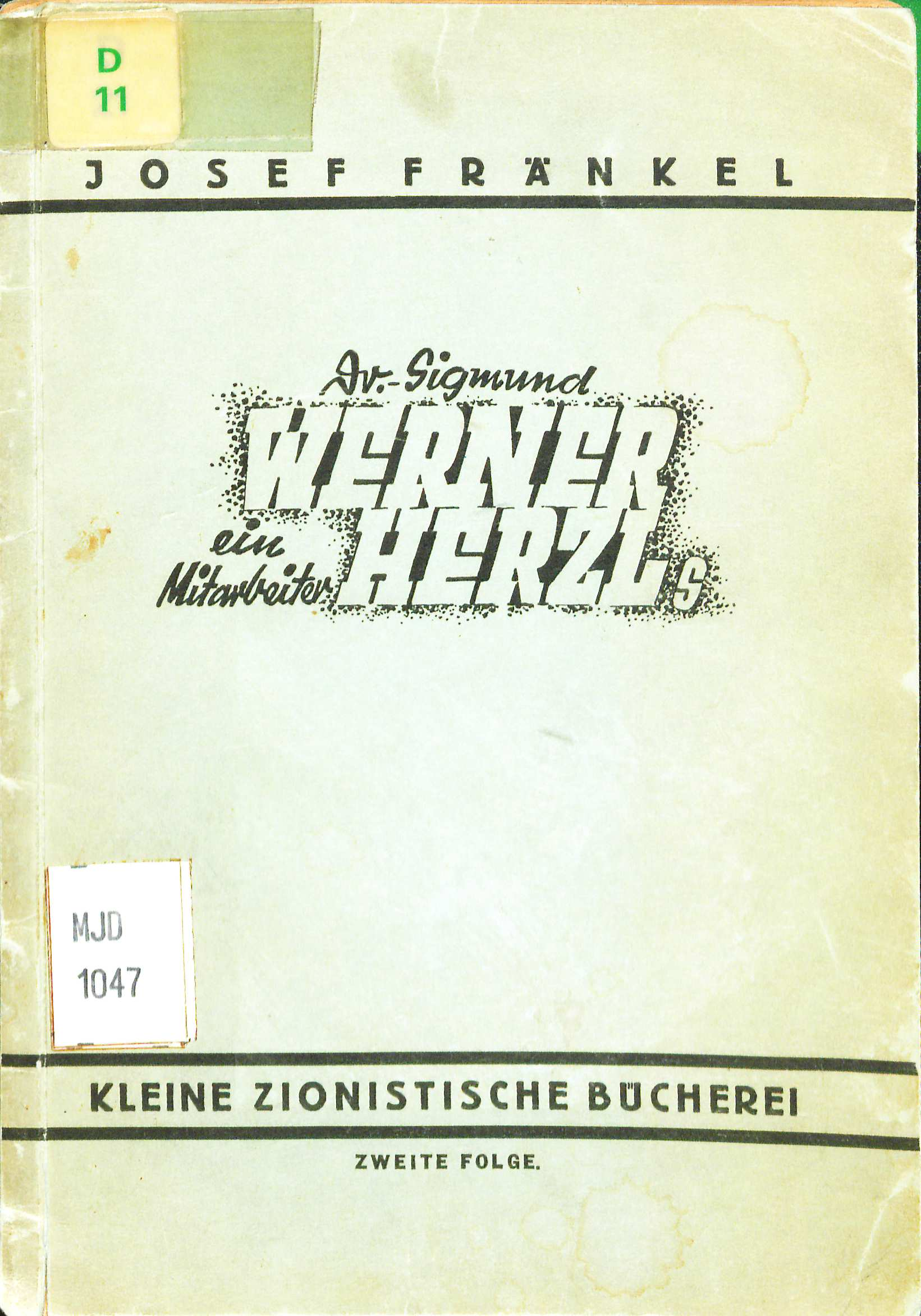
Buchumschlag 1938

Josef Fraenkel (geboren 11. Juni 1903 in Ustrzyki Dolne, Österreich-Ungarn; gestorben 1987) war ein österreichisch-britischer Verbandsfunktionär zionistischer Organisationen und Journalist.

## Leben
Josef Fränkels Vater Moses Fränkel war Bürgermeister im Stetl Ustrzyki Dolne, einer Gemeinde mit 4000 Einwohnern, davon die Hälfte Juden, er war als Fabrikant an der Ölförderung in der Region beteiligt. Moses Fränkel interessierte sich für den Zionismus. Josef Fränkels Mutter wurde Opfer des Holocaust, seine Geschwister mussten emigrieren und entkamen der Vernichtung durch die Deutschen.
Ustrzyki Dolne wurde Anfang des Ersten Weltkriegs von russischen Truppen erobert, es wurde 1918 polnisch. Josef Fränkel besuchte die Schule in Wien und dann in Bielitz beim Lehrer Michaël Berkovitz, dem Übersetzer Theodor Herzls Der Judenstaat ins Hebräische. Sein 1927 begonnenes Jurastudium an der Universität Wien schloss er nicht ab. Als Student war er in der zionistischen Studentenverbindung Ivria aktiv und schloss sich dem revisionistischen Zionismus von Wladimir Jabotinsky an. Er  arbeitete als Autor in Wien und veröffentlichte eine volkstümliche Biografie über Theodor Herzl.
Er wurde ein Anhänger Robert Strickers und mit ihm 1936 in Genf Gründungsmitglied des World Jewish Congress (WJC). Ab 1936 koordinierte er die europäischen Aktivitäten des in den USA gegründeten Joint Boycott Council zum Wirtschaftsboykott des nationalsozialistischen Deutschlands. Beim Anschluss Österreichs im März 1938 floh er in die Schweiz und von dort in die Tschechoslowakei. Nach der Zerschlagung der Tschechoslowakei im März 1939 floh er nach Großbritannien. Fränkel verlor mehrere Familienangehörige in der Shoa, er selbst kehrte niemals nach Österreich zurück. In England heiratete er 1942 die Immigrantin Dora Rosenfeld (1912–). Ihre Tochter Ruth Lynn Deech, geboren 1943, ist eine britische Juristin.
In London fand Fraenkel, der seinen Namen anglisiert hatte, ein bescheidenes Einkommen als Korrespondent der Jewish Telegraphic Agency (JTA) und arbeitete fortan, teils ehrenamtlich, für verschiedene jüdische Organisationen und zionistische Splittergruppen. Er war Mitglied der Association of Jewish Journalists and Authors in Great Britain. Bei Kriegsausbruch im September 1939 wurde er als Enemy Alien in Huyton interniert.  Nach seiner Freilassung arbeitete er für den WJC und YIVO, gab eine Presseschau sowie verschiedene Bücher zur jüdischen Presse heraus, darin auch einen kleinen Abriss zur Geschichte der jüdischen Presse. Alex Bein, der seinerzeitige Leiter des Zionistischen Zentralarchivs in Jerusalem, dankte ihm für seine Zuarbeit mit einer Würdigung anlässlich seines 70. Geburtstags in der Jüdischen Allgemeine.  Ein von Fraenkel geplantes Projekt eines Chajes-Instituts unter dem Namen des Wiener Oberrabbiners Zwi Perez Chajes über die Geschichte der österreichischen Juden kam nicht zustande, auch das zehn Jahre später von Hugo Gold geplante Institut war ein Fehlschlag, beides auch begründet durch die Abwehr der Organisatoren des Leo Baeck Instituts. 1967 gelang es ihm, für die Herausgabe eines Sammelbandes zur jüdischen Geschichte Österreichs namhafte Autoren zu gewinnen. Für eine Übersetzung des Werkes ins Deutsche fehlten ihm die Mittel.

## Schriften (Auswahl)
- Palästina lacht! : Palästinensische Witze. Wien, 1934
- Theodor Herzl : des Schöpfers erstes Wollen. Wien : Fiba, 1934
- Dr. Siegmund Werner : ein Mitarbeiter Herzls. Briefe von S. Werner und T. Herzl. Ausgewählt und herausgegeben von Josef Fränkel. Prag : Zionistische Propagandastelle, 1938
- (Hrsg.): Robert Stricker.  London: Ararat Publishing Society, 1950
- The Jewish press of the world. World Jewish Congress. Cultural Department. 1953 und weitere sechs Jahrgänge.
- Guide to the Jewish libraries of the world. London, 1959
- Louis D. Brandeis (1856-1941) : patriot, judge and zionist. London : Education Committee of the Hillel Foundation, 1959
- Mathias Achers Kampf um die "Zionskrone.". Basel : Jüdische Rundschau Maccabi, 1959, zuerst englisch 1954. Mathias Acher, das ist: Nathan Birnbaum
- Lucien Wolf and Theodor Herzl. London : Jewish Historical Society of England, 1960
- Dubnow, Herzl, and Ahad Ha-am: political and cultural Zionism. London : Ararat Pub. Society, 1963
- Simon Dubnow and the history of political Zionism, in: Aaron Steinberg (Hrsg.): Simon Dubnow, the man and his work: a memorial volume on the occasion of the centenary of his birth, 1860-1960. Paris : French Section of the World Jewish Congress, 1963
- Exhibition of the Jewish press in Great Britain, 1823-1963. London : World Jewish Congress 1963
- (Hrsg.): The Jews of Austria: essays on their life, history and destruction. London : Vallentine, Mitchell, 1967